# Страхов, Антон Алексеевич
Антон Алексеевич Страхов (1914—1985) — участник Великой Отечественной войны, полный кавалер Ордена Славы, командир взвода связи 172-го гвардейского стрелкового полка, гвардии старшина.

## Биография
Антон Алексеевич Страхов родился в родился 27 октября 1914 года в селе Шадрино (ныне Искитимского района Новосибирской области) в семье крестьянина. Русский. Член КПСС с 1943 года. До службы в армии кончил 4 класса, трудился в колхозе. В РККА — с 1936 по 1938 год и с июля 1941 года. В боях Великой Отечественной войны — с декабря 1941 года.
Командир отделения связи 172-го гвардейского стрелкового полка (57-я гвардейская стрелковая дивизия, 8-я гвардейская армия) гвардии старший сержант А. А. Страхов 10 мая 1944 года в числе первых форсировал реку Днестр в 8 км юго-восточнее посёлка Григориополь (Молдавия) и установил связь со стрелковыми подразделениями, чем способствовал успеху в отражении многократных атак противника и удержании плацдарма. 13 мая 1944 года награждён Орденом Славы 3-й степени.
Командир взвода связи гвардии старшина А. А. Страхов 14 января 1945 года в бою у населённого пункта Гловачув (Польша) обеспечил устойчивую связь. 26 января 1945 года, северо-западнее города Познань (Польша), переправился через реку Варта, под вражеским огнём устранил до 10 порывов на линии. 5 февраля 1945 года, в бою севернее города Франкфурт-на-Одере (Германия), в составе взвода удерживал занимаемый рубеж на левом берегу реки, обеспечил бесперебойную связь и сохранность материальной части. 26 марта 1945 года награждён Орденом Славы 2-й степени.
17 апреля 1945 года у города Зелов (Германия) А. А. Страхов, с группой бойцов, прорвался через боевые порядки противника и восстановил связь со штабом полка. При штурме города одним из первых проник в траншею врага, сразил более 10 солдат. 31 мая 1945 года награждён Орденом Славы 1-й степени.
После демобилизации в 1945 году Антон Алексеевич Страхов жил в родном селе Шадрино, работал бригадиром животноводческой бригады в колхозе, впоследствии совхозе «Евсинский».
Умер 4 января 1985 года.

## Награды
- Орден Октябрьской Революции. Указ Президиума Верховного Совета СССР.
- Орден Красной Звезды. Приказ командира 57 гвардейской стрелковой дивизии № 062 от 12 августа 1944 года.
- Орден Славы I степени (№ 1569). Указ Президиума Верховного Совета СССР от 31 мая 1945 года.
- Орден Славы II степени (№ 25462). Приказ Военного совета 8 гвардейской армии № 548/н от 26 марта 1945 года.
- Орден Славы III степени (№ 44774). Приказ командира 57 гвардейской стрелковой дивизии № 055 от 13 мая 1944 года.
- Медаль «За отвагу». Приказ командира 172 гвардейского стрелкового полка № 016/н от 28 марта 1943 года.
- Медаль «За боевые заслуги». Приказ командира 172 гвардейского стрелкового полка № 6/н от 25 марта 1943 года.
- Медаль «За победу над Германией в Великой Отечественной войне 1941—1945 гг.». Указ Президиума Верховного Совета СССР от 9 мая 1945 года.
- Медаль «За взятие Берлина». Указ Президиума Верховного Совета СССР от 9 июня 1945 года.
- Другие медали СССР.

## Память
- Бюст в г. Искитиме.
- Экспозиция в краеведческом музее г. Искитима.
- Улица имени А. А. Страхова в деревне Шадрино.
- Улица имени А. А. Страхова на станции Евсино.
- В г. Новосибирске его имя увековечено на Аллее Героев у Монумента Славы.